# Emanuel af Anhalt-Köthen
Fyrst Emanuel af Anhalt-Köthen (tysk: Emanuel, Fürst von Anhalt-Köthen; født 6. oktober 1631, død 8. november 1670) var fyrste af det tyske fyrstendømme Anhalt-Plötzkau fra 1653 til 1665 og herefter fyrste af Anhalt-Köthen fra 1665 til sin død i 1670.

## Biografi
Emanuel blev født den 6. oktober 1631 i Plötzkau i Anhalt som den 3. og yngste søn af fyrst August 1. af Anhalt-Plötzkau i hans ægteskab med grevinde Sibylle af Solms-Laubach.
Ved faderens død i 1653 arvede Emanuel fyrstendømmet Anhalt-Plötzkau i fællesskab med sine to brødre Ernst Gottlieb og Lebrecht. Ernst Gottlieb døde imidlertid allerede syv måneder senere, den 7. marts 1654. Da Ernst Gottlieb var ugift og ikke havde arvinger, blev han efterfulgt af sine to brødre og medregenter.
Ved fyrst Vilhelm Ludvig af Anhalt-Köthens død i 1665, overtog Lebrecht og Emanuel fyrstendømmet og blev fyrster af Anhalt-Köthen, mens Anhalt-Plötzkau blev en del af Anhalt-Bernburg. Fyrst Lebrecht døde den 7. november 1669 i Köthen. Da Lebrcht ikke havde arvinger, blev Emanuel eneregent af Anhalt-Köthen. Fyrst Emanuel døde et år senere, den 8. november 1670 i Köthen. Han blev efterfulgt som fyrste af sin eneste søn, Emanuel Lebrecht.

## Eksterne links
- Slægten Askaniens officielle hjemmeside Arkiveret 21. august 2018 hos  Wayback Machine (tysk)
- Schloss Plötzkaus officielle hjemmeside Arkiveret 17. februar 2020 hos  Wayback Machine (tysk)

| EmanuelHuset AskanienFødt: 6. oktober 1631 Død: 8. november 1670 |                                                                      |                                 |
| Titler som regent                                                |                                                                      |                                 |
| Foregående: August 1.                                            | Fyrste af Anhalt-Plötzkau 1653 – 1665 med Ernst Gottlieb og Lebrecht | Efterfølgende: Ingen            |
| Foregående: Vilhelm Ludvig                                       | Fyrste af Anhalt-Köthen 1665 – 1670 med Lebrecht (1665 – 1669)       | Efterfølgende: Emanuel Lebrecht |